# Đồ gốm Quân

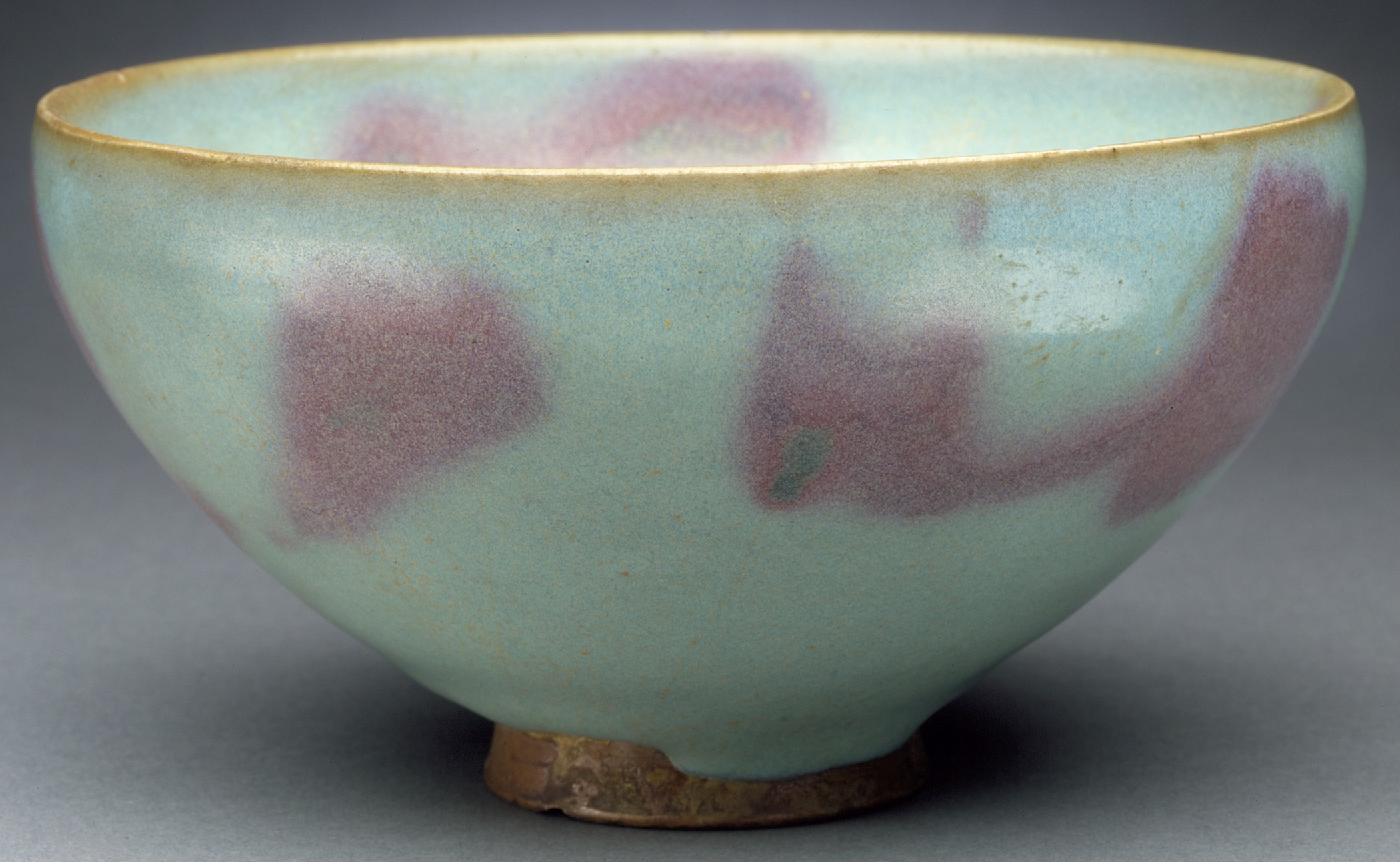
Bát sành – đồ gốm Quân (8,6 × 14,9 cm), vuốt trên bàn xoay gốm, men lam với mảng màu tía, thời Kim (1127–1234).

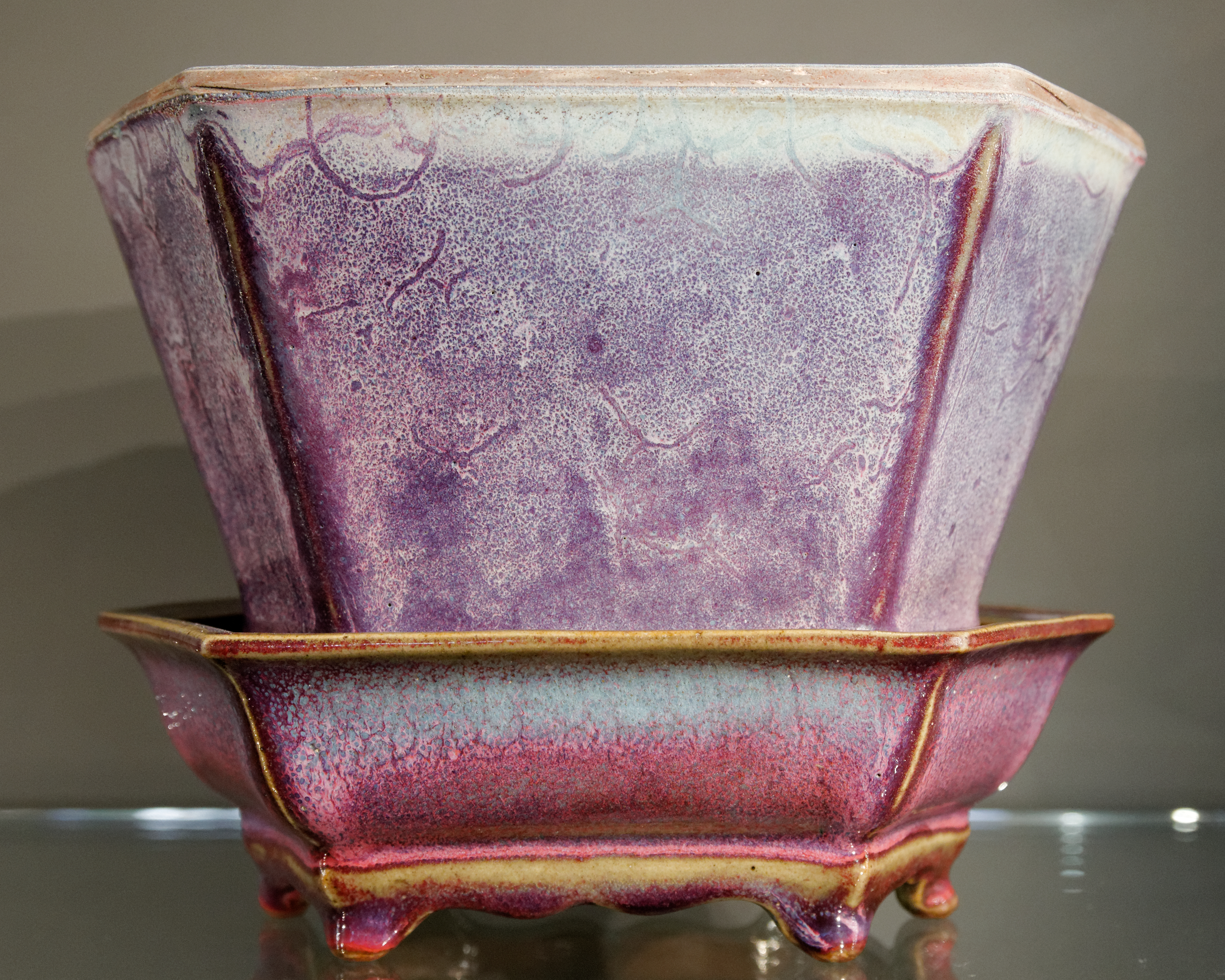
Chậu hoa lục giác với giá đỡ có sọc màu (cao 13,5 cm, rộng 21,6 cm, sâu 13,9 cm), chữ in chìm dưới đáy 七 (7) trong gốm Quân quan, thời Minh, 1400–1435. Bảo tàng Anh, PDF A9.

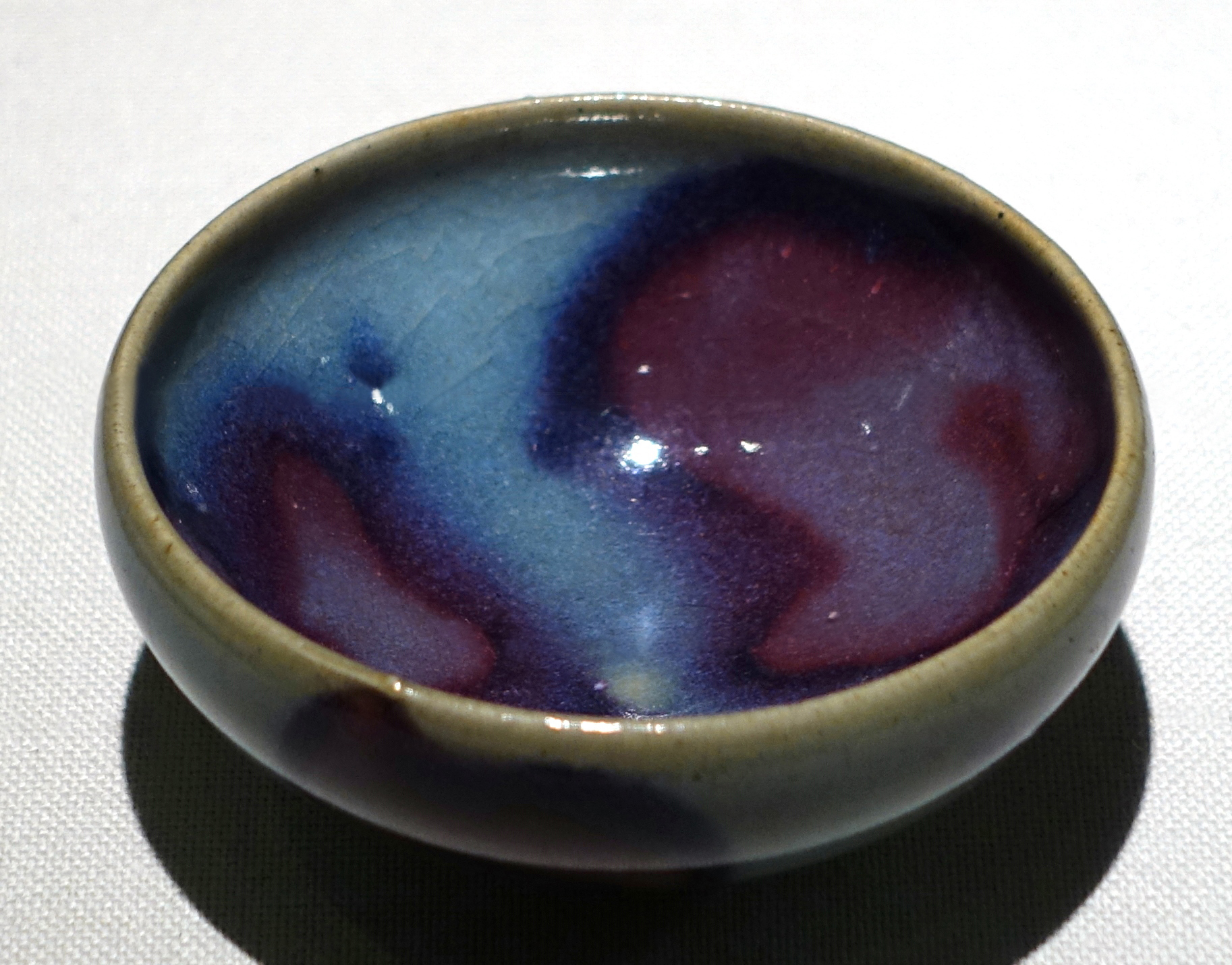
Chén uống rượu, men mờ màu ánh lam với các mảng màu đỏ-tía, thời Kim mạt hoặc Nguyên sơ, thế kỷ 12–13.

Đồ gốm Quân hay Quân diêu (tiếng Trung: 鈞窯; bính âm: Jūn yáo; Wade–Giles: Chün-yao) là một loại đồ gốm Trung Quốc, một trong Ngũ đại danh diêu trong gốm sứ thời Tống. Mặc dù nổi tiếng nhưng nhiều điều về đồ gốm Quân cho tới nay vẫn chưa rõ ràng và là chủ đề tranh luận của các chuyên gia. Bao hàm trong thuật ngữ này là một số loại đồ gốm khác nhau, được sản xuất trong nhiều thế kỷ và ở một số địa điểm khác nhau, từ thời Bắc Tống (960–1127) qua thời Kim (1115–1234) tới thời Nguyên (1271–1368), và như đã trở nên rõ ràng hơn trong những năm gần đây thì còn kéo dài tới đầu thời Minh (1368–1644).
Một số đồ gốm trong số này là dành cho thị trường bình dân, đặc biệt là các loại đồ đựng/uống rượu, nhưng những đồ vật khác dường như được làm dành cho triều đình và được biết đến như là "đồ gốm Quân quan" (Quân quan diêu); chúng không được đề cập trong các tài liệu đương đại và niên đại của chúng vẫn còn gây tranh cãi. Chúng hầu hết là những chiếc bát hay chậu hoặc bồn để trồng các loại cây thân hành (như thủy tiên) hoặc chậu hoa với các giá đỡ phù hợp, có thể thấy trong nhiều bức họa vẽ các cảnh cung đình. Sự đồng thuận gần như là đạt được, chủ yếu được thúc đẩy bằng việc diễn giải các cuộc khai quật tại các lò gốm, chia đồ gốm Quân thành hai nhóm: một nhóm lớn chủ yếu là đồ gốm tương đối bình dân và phổ biến, được làm với các hình dạng đơn giản từ thời Bắc Tống đến thời Nguyên (có chất lượng thấp hơn); và một nhóm hiếm hơn nhiều gồm các đồ gốm Quân quan được làm tại một khu vực duy nhất là Quân Đài (鈞台) dành cho cung đình vào thời Nguyên và đầu thời Minh. Cả hai loại đều chủ yếu dựa vào việc sử dụng màu men xanh lam và tía để đạt được mục đích tạo ấn tượng trong các sản phẩm của chúng; nhóm thứ hai là các đồ vật với hình dạng cứng cáp dành cho những mục đích sử dụng có địa vị tương đối thấp, như chậu hoa và có lẽ cả những chiếc ống nhổ.
Những hiện vật gốm Quân nổi bật và khác biệt nhất sử dụng màu men từ xanh lam đến tía, đôi khi pha lẫn màu trắng, được làm bằng tro rơm trong men. Chúng thường thể hiện những "mảng màu" tía trên nền xanh lam, đôi khi xuất hiện như thể ngẫu nhiên mặc dù chúng thường được dự liệu và tính toán trước. Một nhóm khác có các "vệt" màu tía trên màu xanh lam, người Trung Quốc gọi các vệt màu này là "giun bò trong bùn đất" (khưu dẫn tẩu nê, 蚯蚓走泥). Đây là một loại đồ sành có thanh thế lớn, được rất nhiều người ngưỡng mộ và thường được mô phỏng trong các thời kỳ muộn hơn. Nhưng màu sắc dao động từ màu nâu ánh lục sáng đến xanh lục, xanh lam và tía, với các màu như mai côi tử (tía mai côi), hải đường hồng (đỏ hải đường), thiên thanh (xanh da trời), nguyệt bạch (trắng trăng). Hình dạng chủ yếu là đơn giản, ngoại trừ đồ gốm quan, và các trang trí khác thường chỉ giới hạn ở các hiệu ứng men gốm. Thông thường, các sản phẩm "dân dã" được vuốt trên bàn xoay gốm, nhưng những vật dụng gốm quan thì thường được đúc khuôn.
Đồ gốm Quân là đồ sành theo phân loại phương Tây, và là đồ gốm "cao lửa" hay đồ sứ theo phân loại Trung Quốc, nơi mà loại hình đồ sành thường không được công nhận. Giống như các đồ gốm Nhữ có thanh thế hơn, chúng thường không được nung ở nhiệt độ cao trong khoảng nhiệt độ của đồ sành thông thường, và phần xương gốm vẫn có thể thấm nước. Chúng tạo thành một "họ hàng gần" của nhóm rộng hơn là đồ gốm men ngọc miền Bắc hay đồ gốm xanh lục miền bắc Trung Quốc.

## Lịch sử
Khởi đầu của đồ gốm Quân là không chắc chắn; nhiều hiện vật có niên đại thời Tống chủ yếu nhờ sự tương đồng về hình dạng của chúng với các đồ gốm thời Tống khác. Vẫn chưa có hiện vật gốm Quân nào thu được từ các ngôi mộ có thể xác định niên đại chắc chắn là thuộc thời Tống. Hai địa điểm chính có lò sản xuất đồ gốm Quân là trấn Thần Hậu (神垕镇) gần Vũ Châu và tại Lâm Nhữ, đều thuộc tỉnh Hà Nam ngày nay, mặc dù ít nhất là vào thời Nguyên thì còn nhiều địa điểm khác, giải thích cho nhiều khác biệt giữa các hiện vật. Cũng như các đồ gốm khác, các cuộc khai quật tại các điểm lò gốm trong những thập kỷ gần đây cho thấy các loại đồ gốm khác cũng được làm ở cùng các địa điểm này. Một di chỉ đồ gốm Quân là thôn Thanh Lương Tự, trấn Đại Doanh, huyện Bảo Phong, nơi cũng sản xuất đồ gốm Nhữ.
Hán tự để chỉ Quân (鈞) chỉ được kết hợp trong các địa danh khu vực kể từ khoảng năm Đại Định thứ 24 thời Kim Thế Tông nhà Kim (1184) khi thành lập Quân Châu. Tuy nhiên, không có đề cập nào đến các lò gốm Quân trong các nguồn sử liệu từ thời Tống đến thời Nguyên. Đề cập đầu tiên về đồ gốm Quân có lẽ là của học giả Tống Hủ (宋詡), viết năm 1504, trong Tống thị gia quy bộ (宋氏 家 規 部) ("Gia quy họ Tống"). Đồ gốm men đen với các đốm được sản xuất tại trấn Hoàng Đạo (黄道镇), huyện Giáp, Bình Đỉnh Sơn) vào thời Đường có thể được coi là tiền thân của đồ gốm Quân.
Rất có thể là những đồ vật thời kỳ đầu có màu xanh lam rất nhạt thực sự là đồ gốm Sài gần như là huyền thoại trong thế kỷ 10, được ca ngợi nhiều trong các nguồn sử liệu thời kỳ đầu, nhưng không còn bất kỳ mẫu vật rõ ràng nào phù hợp với những mô tả đó. Người ta cũng cho rằng đồ gốm Quân là sự kết hợp các phong cách của đồ gốm hoa Lỗ Sơn thời Đường (Đường quân) với đồ gốm Sài.
Màu tía có lẽ không xuất hiện cho đến đầu thế kỷ 12, và sau đó chỉ được kiểm soát vào cuối thế kỷ này. Đến cuối thế kỷ 13, ít nhất một hiện vật có ký tự được hình thành dưới dạng mảng màu. Đây là một gối tựa đầu trong Bảo tàng Nghệ thuật Metropolitan với ký tự nghĩa "cái gối".
Chất lượng đồ gốm Quân suy giảm dần vào thời Kim và tiếp tục xu thế này trong thời Nguyên. Trong thời Nguyên, việc sản xuất đồ gốm Quân đã lan rộng sang các lò gốm khác ở các tỉnh Hà Nam, Hà Bắc và Sơn Tây, mặc dù Quân Châu (nay là Vũ Châu) vẫn là khu vực chính trong sản xuất đồ gốm Quân. Một số sản phẩm chất lượng cao đã được biết đến, thường là lớn hơn nhiều so với trước đây. Các cuộc điều tra về lò gốm Quân bắt đầu vào năm 1951 dưới sự chỉ đạo của Trần Vạn Lý (陳萬里, 1892-1969) thuộc Bảo tàng Cố cung. Sau đó, khoảng 100 lò gốm đã được phát hiện. Một báo cáo lớn đã xuất hiện trên tạp chí Văn vật (文物, Wenwu, Cultural Relics) năm 1964. Các cuộc khai quật tại di chỉ Quân Đài năm 1973-1974 đã tiết lộ địa điểm mà đồ gốm Quân quan được làm; người ta cho rằng tất cả đồ gốm Quân quan đều được làm ở đó.

## Đặc trưng

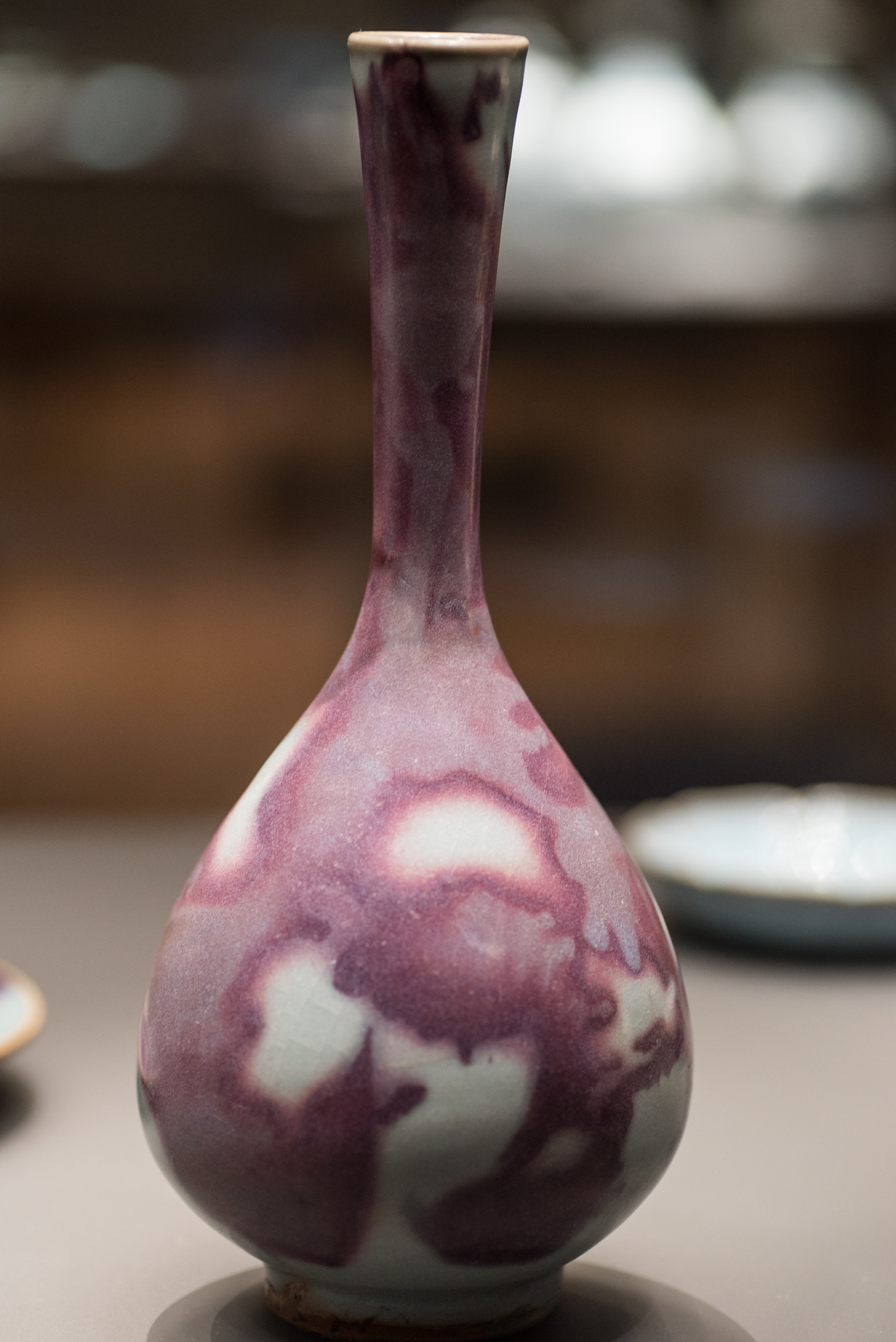
Bình gốm Quân.

Men gốm Quân bao gồm màu xanh lam xám (thiên lam), xanh da trời (thiên thanh), trắng trăng (nguyệt bạch), đỏ (hồng) và tía (tử), với loại được đánh giá cao nhất có các mảng màu đỏ thắm hoặc tía. Thay đổi nhiệt độ và điều kiện môi trường lò nung (khử hay hoàn nguyên hoặc oxi hóa hay dưỡng hóa) làm thay đổi sắc thái màu, một kỹ thuật được gọi là diêu biến [dứu] (窑变[釉]).

### Đồ gốm Quân "dân"
Một loạt các đồ vật với hình dạng đơn giản được tạo ra, chủ yếu tương tự như đồ gốm Từ Châu được trang trí rất khác nhau. Giống như đồ gốm Từ Châu, phần xương gốm dày dặn và chắc chắn. Hầu hết là bát, đĩa được tạo hình tự nhiên trên bàn xoay gốm, và những chiếc bình nhỏ hoặc bình đựng rượu, chủ yếu có cổ hẹp, nhưng có một số mai bình. Ngoài ra còn có hộp, hũ, vò và các hình dạng khác.
Chân đế của đồ gốm thời kỳ muộn hơn thường không tráng men và có màu nâu; gờ bát đĩa cũng có thể có màu nâu hoặc ánh xanh lục khi lớp men mỏng hơn. Các mẫu vật thời Tống cho thấy sự hoàn thiện cẩn thận với lớp men bên trong chân đế. Hình dạng của các mẫu vật thời Tống tự nhiên sắc nét và mỏng hơn so với các mẫu vật thời Kim và Nguyên. Tất cả các loại đều được tráng men dày, thường với lớp men không vươn tới chân đế.
Các gờ giống như hoa ("tán lá") tìm thấy trong đồ gốm Quân "quan" đã bắt đầu ở một số hiện vật thời Tống, và lặp lại các phong cách đương đại ở đồ kim khí và sơn mài. Vào thời Nguyên, một số vật phẩm, như bình và lư hương tròn, được gắn thêm quai (tay cầm).

#### Bình

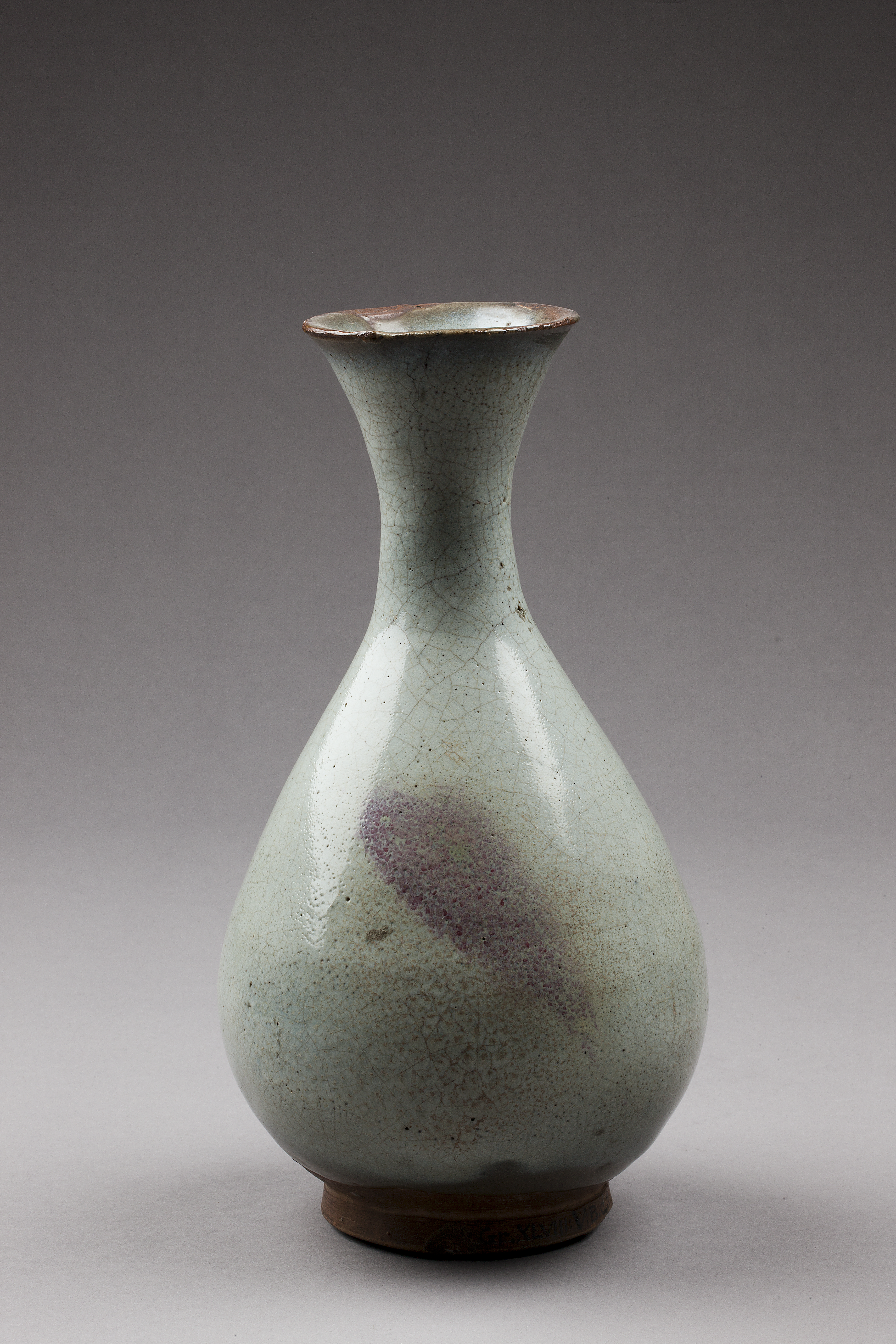
Bình loe miệng với vết màu tía, thời Tống mạt hoặc Nguyên sơ.
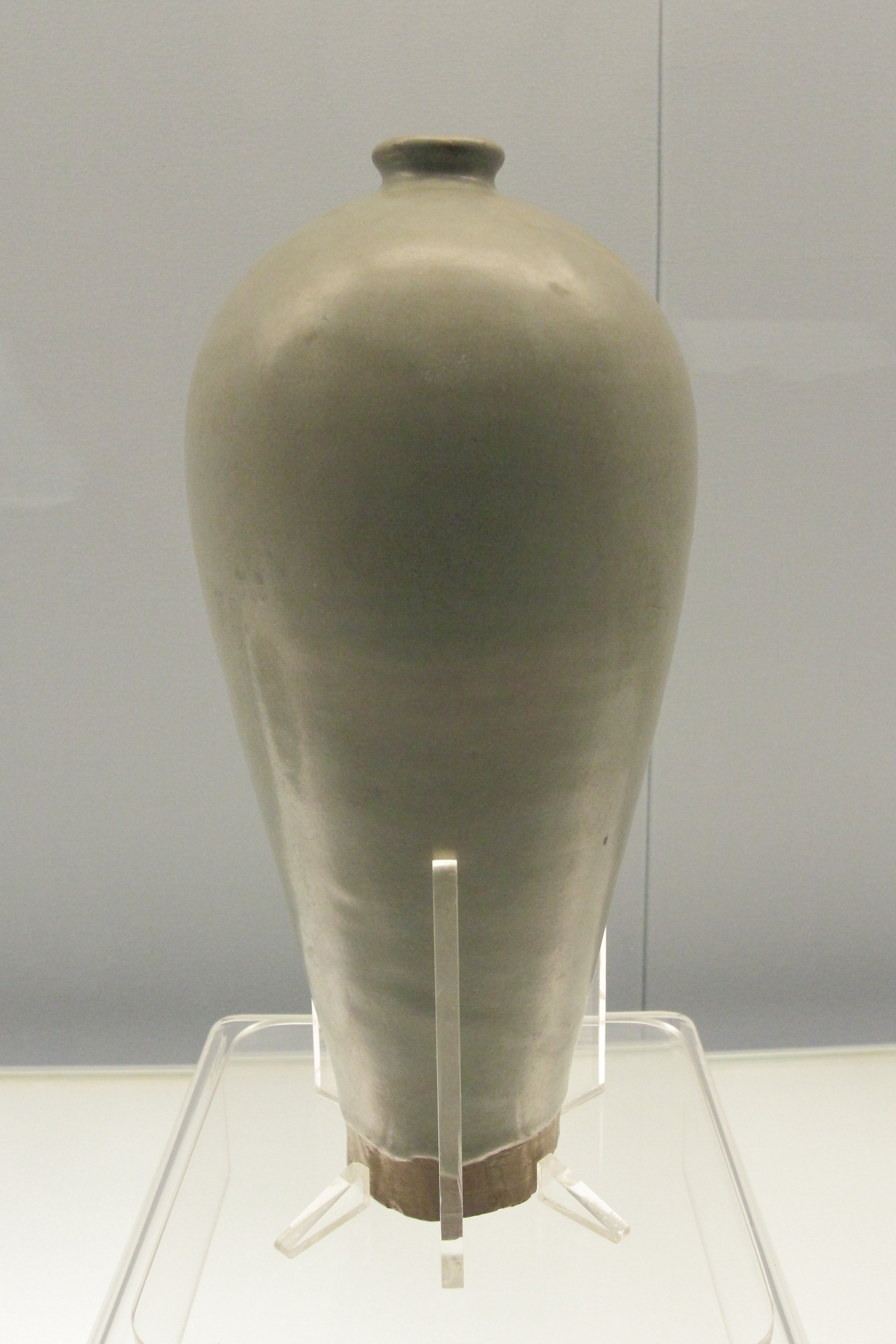
Mai bình men nguyệt bạch, thời Nam Tống hoặc Kim.
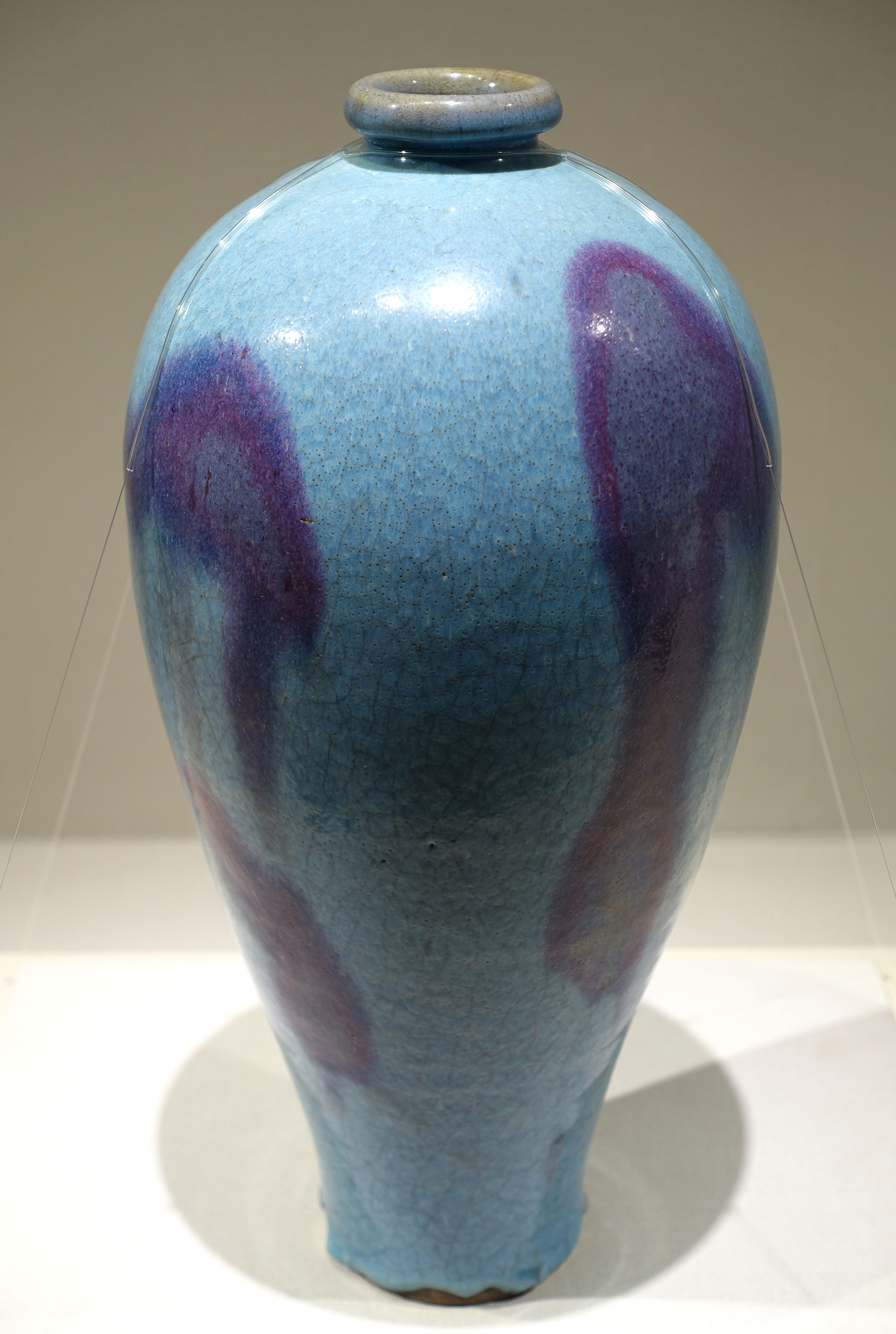
Bình với các mảng màu tía, thời Kim mạt hoặc Nguyên sơ.
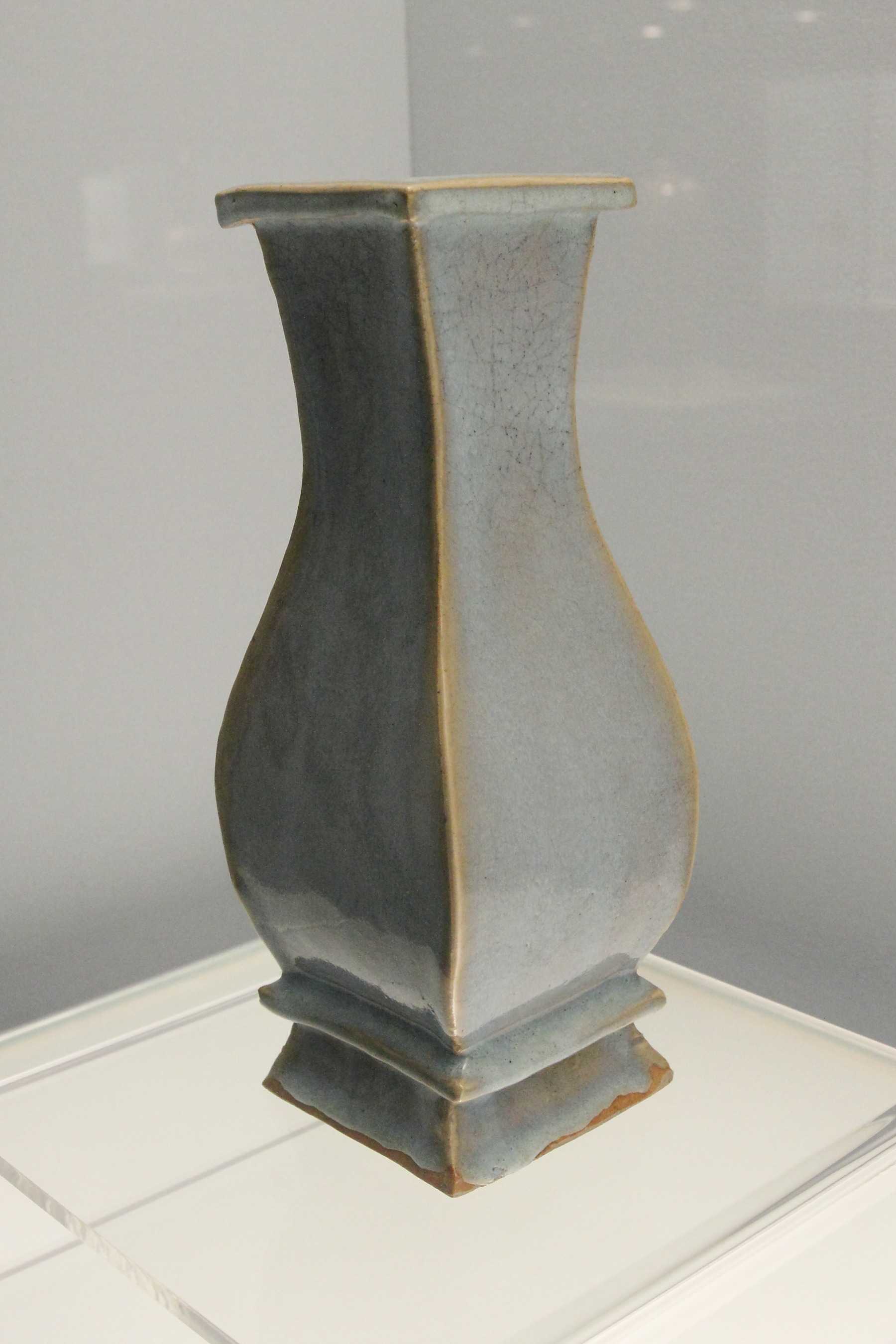
Phương bình men thiên lam, thời Nguyên.

#### Chén, bát

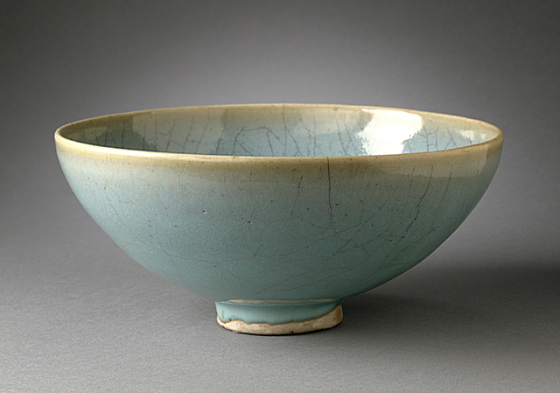
Bát men lam (9,5 × 22 cm) thời Nguyên.
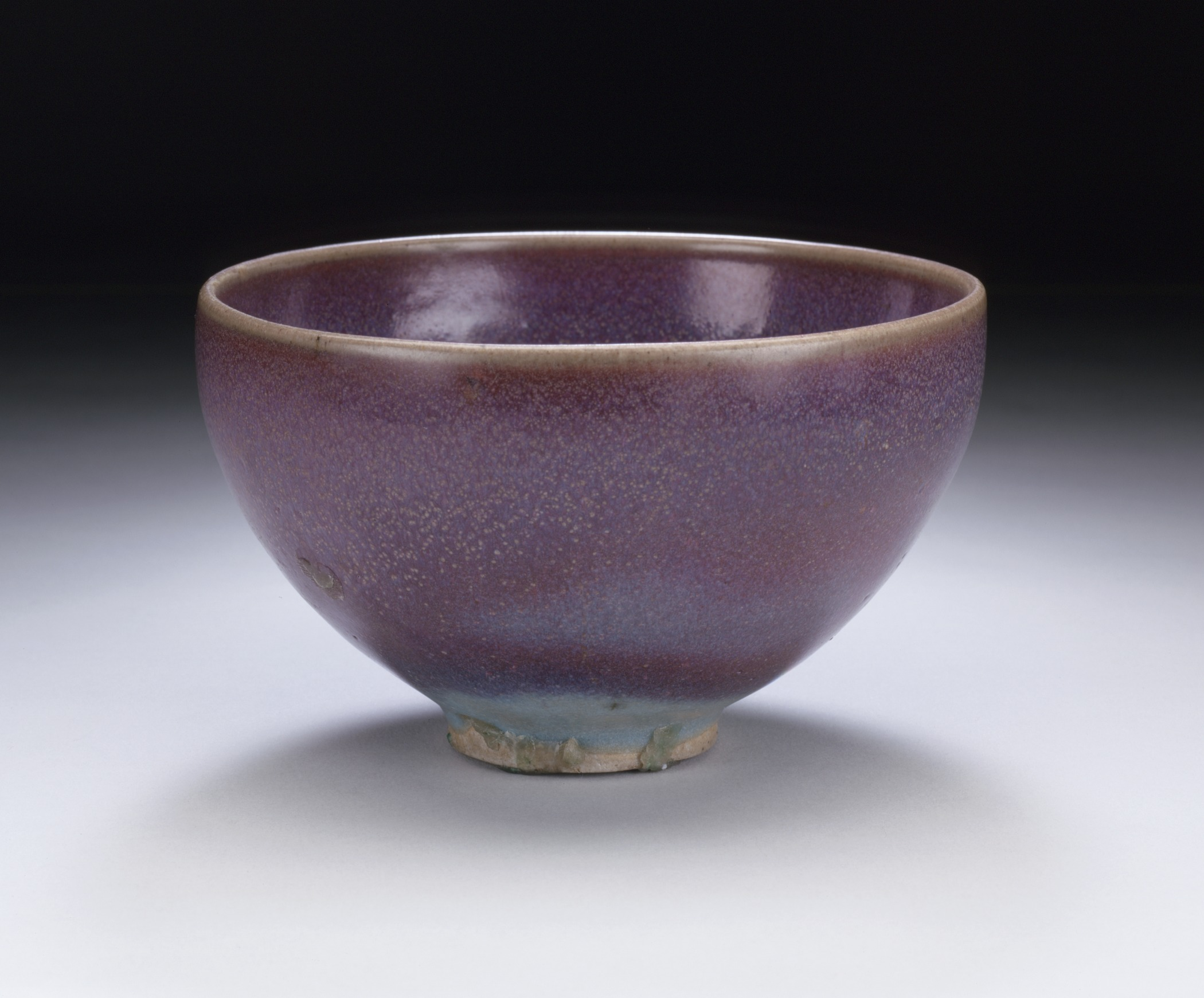
Bát men tía lam (8 × 14 cm) thời Bắc Tống mạt hoặc Kim sơ.
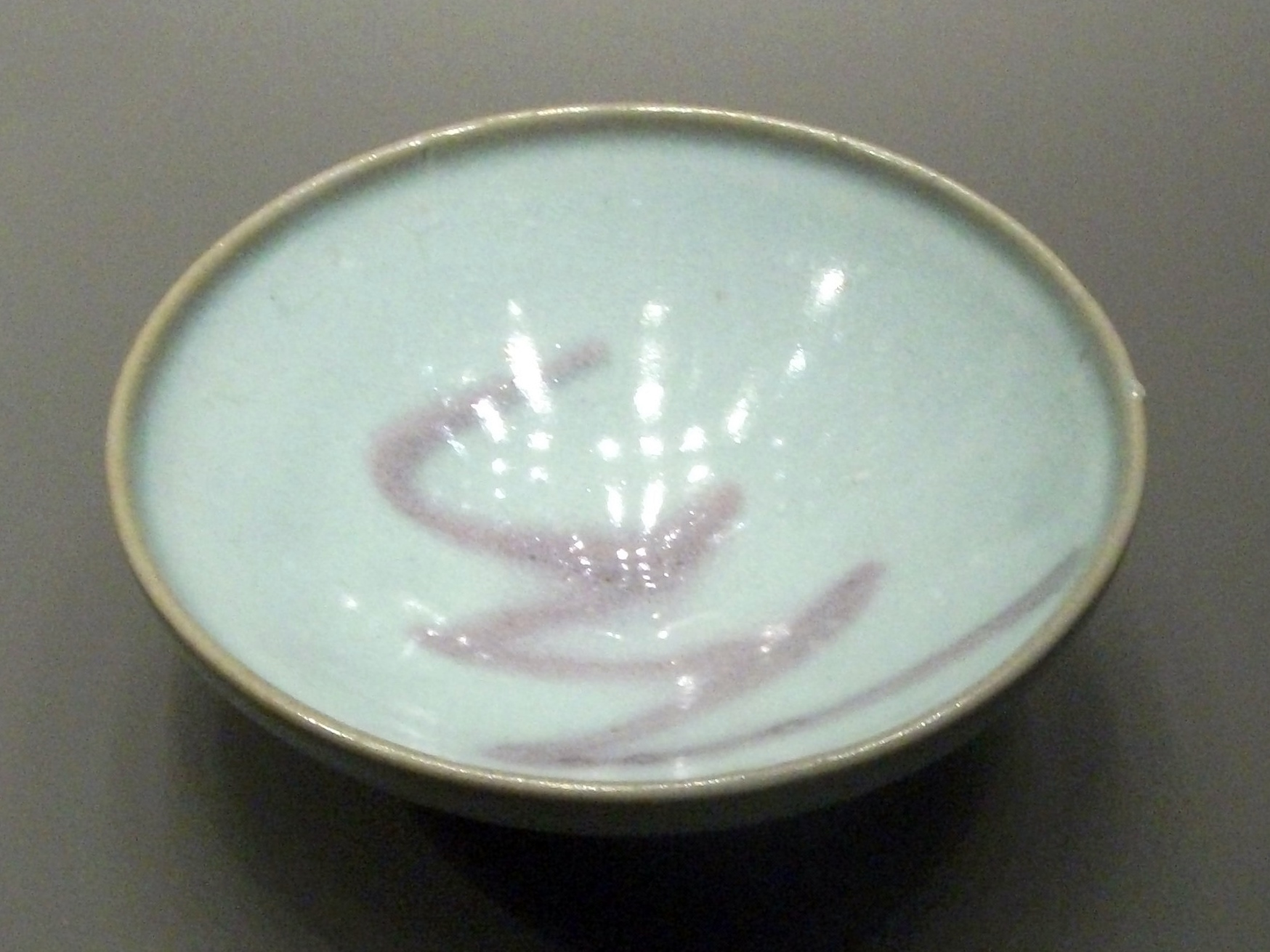
Bát trong bộ sưu tập Percival David.
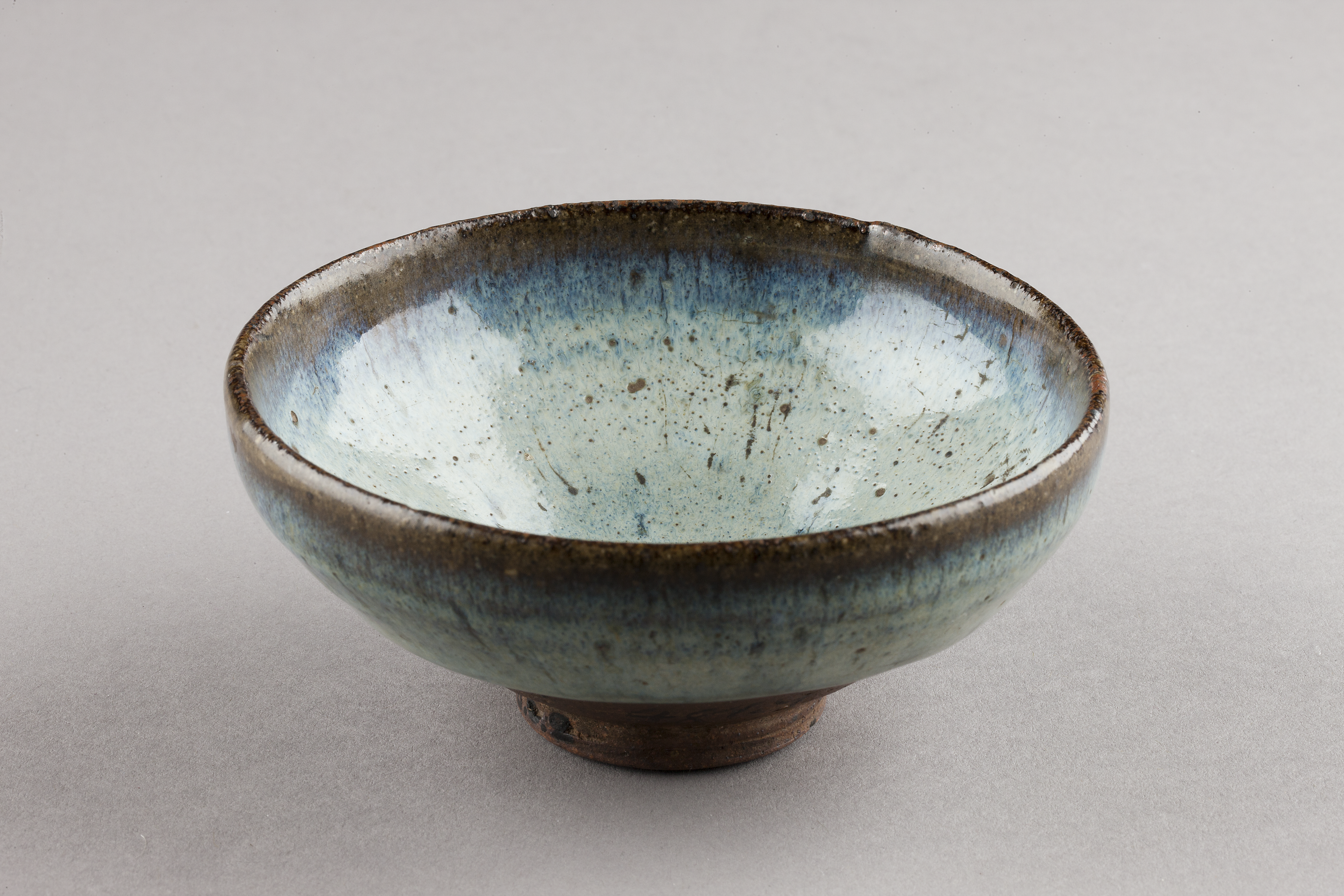
Bát (5 × 11 cm) thời Tống mạt hoặc Nguyên sơ.

### Đồ gốm Quân "quan"

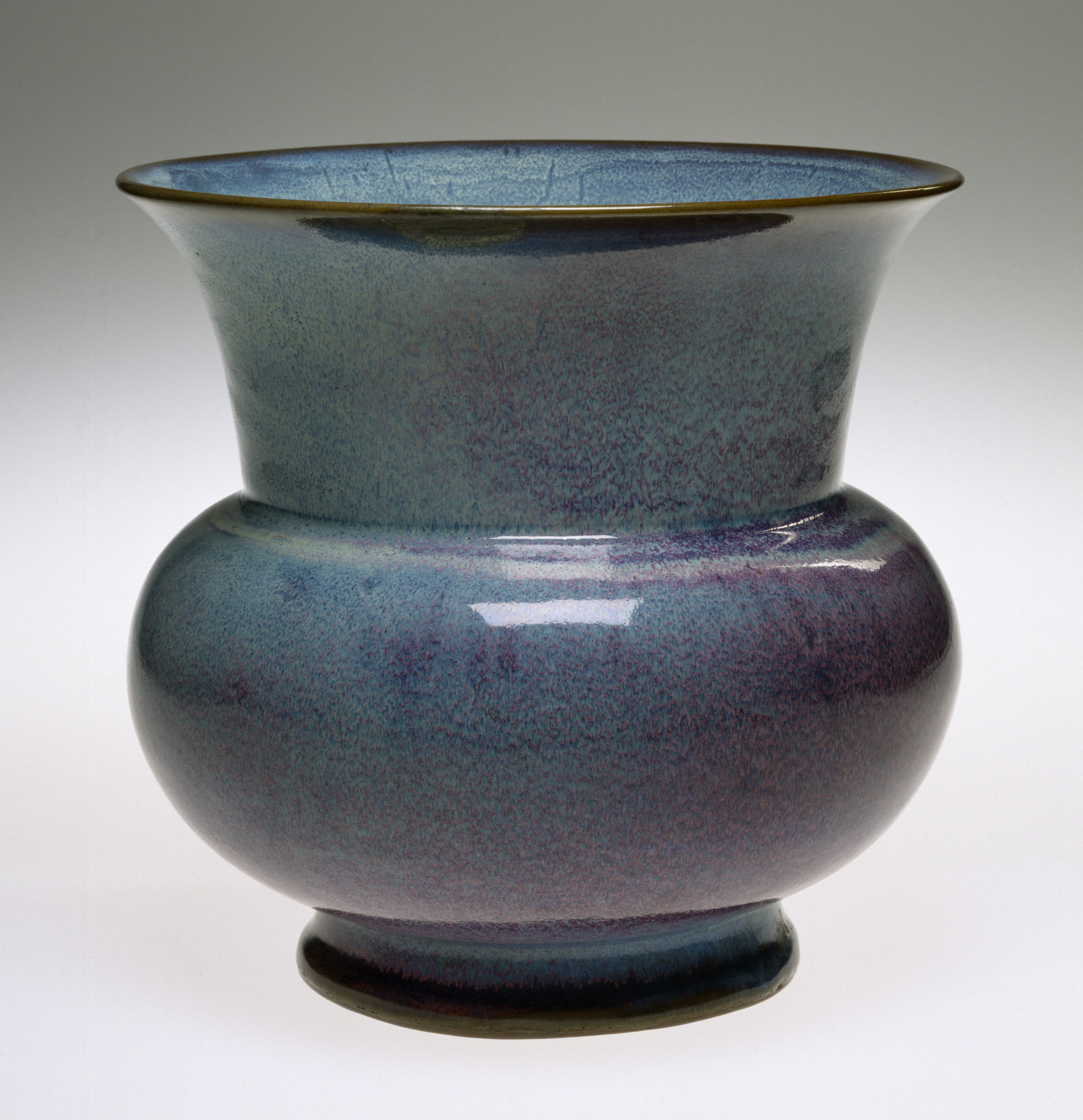
Ống nhổ hoặc bình hoa men lam tía, thời Nguyên hoặc Minh.

Mặc dù đồ gốm Quân không được các học giả thời Tống đề cập đến khi viết về đồ gốm (hoặc trong các biên niên sử còn sót lại), nhưng ít nhất thì thể loại cuối cùng được đề cập trên đây, loại có "sọc" màu tía trên nền xanh lam, dường như đã được làm cho cung đình, và được biết đến như là hàng gốm "quan" của đồ gốm Quân. Theo Shelagh Vainker, các hiện vật có sọc là "tất cả các hình dạng được thiết kế để trồng hoặc cắm hoa", mặc dù các chức năng khác đôi khi cũng được đề xuất; như ống nhổ, bình hoa, giá đỡ đĩa rửa bút lông, giá đỡ bình hoa, chậu trồng thủy tiên v.v. Ví dụ, chiếc bình được trưng bày tại Bảo tàng Nghệ thuật Walters, Baltimore được họ mô tả là "ống nhổ", nhưng một chiếc với hình dạng giống y hệt trong Bộ sưu tập Percival David được mô tả là "bình hoa", với chữ "六" (lục, số 6) được viết ở phía dưới. Những chiếc bình rất giống như thế được vẽ với những cây trồng trong đó trong một bức chân dung hoàng cung thời Minh. Bảo tàng Nghệ thuật Walters thận trọng trong việc xác định niên đại, trong khi Bảo tàng Anh ghi niên đại hiện vật của họ là 1403–1435, vào đầu thời Minh.
Kích thước và hình dạng của đồ gốm "quan" khác với các nhóm khác, thường lớn hơn, nặng hơn và có hình dạng phức tạp hơn, được làm bằng khuôn kép (hai phần) trong một quy trình công nghệ dường như được các thợ gốm Quân phát minh. Nhiều gờ không đều, tạo thành các hình dạng giống như bông hoa. Ngoài ra còn có các chữ viết chìm ở đáy của nhiều hiện vật, với chữ "Phong Hoa" (风华), tên của một cung điện trong nội cung nhà Tống tại Khai Phong (ít nhất một trường hợp là sự bổ sung thời Thanh). Các hiện vật khác in chìm các chữ từ nhất (một) đến thập (mười) ở đáy. Lời giải thích phù hợp nhất là chúng có thể để chỉ ra các kích thước tiêu chuẩn giúp cung đình sắp xếp thứ tự, hoặc chúng là các thành viên của các bộ vật dụng khớp với nhau. Nếu là các con số biểu thị kích thước, thì "1" là lớn nhất và "10" là nhỏ nhất. Những hiện vật như vậy đôi khi được gọi là "đồ gốm Quân được đánh số". Cũng có một số vật dụng với hình dạng bồn/bàn đơn giản được làm với chất lượng tương tự, nhưng chúng không được đánh số, như ở chiếc đĩa này với chữ bính (丙) ở đáy.
Có sự khác biệt giữa các tác giả phương Đông và phương Tây trong việc xác định niên đại của chúng. Các tác giả Trung Quốc, phần lớn dựa vào chứng từ các cuộc khai quật tại di chỉ lò gốm Quân Đài, xếp chúng vào cuối thời Bắc Tống, trong khi các tác giả phương Tây xếp chúng vào thời Nguyên hoặc đầu thời Minh. Đã có nhiều thảo luận về một đồng tiền được cho là của thời Tống được tìm thấy trong một lò gốm ở Quân Đài. Có vẻ như ít nhất đã có các chỉ dụ thay thế đối với các cung điện trong hoàng cung mới ở Bắc Kinh đầu thời Minh (Vĩnh Lạc và Tuyên Đức, vì thế khoảng 1402–1435), và nhiều hiện vật với các địa danh được in chìm, có thể được thêm vào trong thế kỷ 18, và chắc chắn vẫn giữ nguyên vị trí trong cung điện cho đến cuối thời Thanh. Những bình hoa Quân cũng có thể được nhìn thấy trong các bức tranh cung đình từ thời Minh. Bảo tàng Anh xác định niên đại của đồ gốm Quân quan "từ khoảng năm 1368 đến năm 1435".
Các mảnh vỡ của các đồ vật này đã được khai quật tại di chỉ lò gốm Quân Đài, huyện Vũ, và gần đây, quan điểm đã nghiêng về việc xác định niên đại sớm hơn trong thời nhà Minh (như đề cập trên đây), và một số hiện vật đã được xếp loại lại từ các hiện vật mô phỏng "kiểu Quân" trong đồ gốm Cảnh Đức Trấn thành hiện vật của chính đồ gốm Quân. Vật liệu làm xương gốm Quân quan dường như khá khác biệt so với vật liệu làm các đồ bình dân hơn và có trước đó.

#### Các vật phẳng, rộng

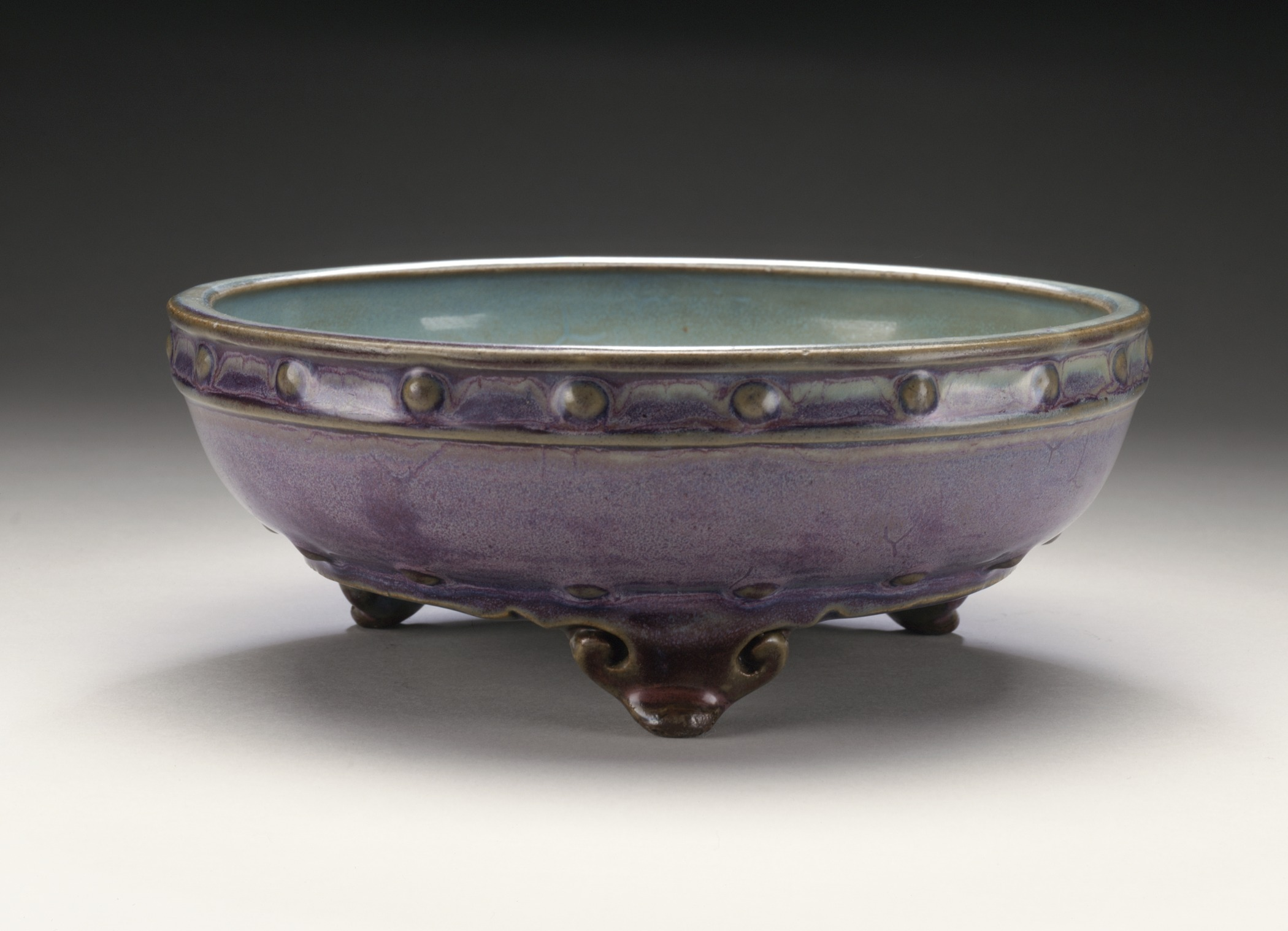
Bồn thủy tiên, đường kính 20 cm, khoảng 1200-1300.
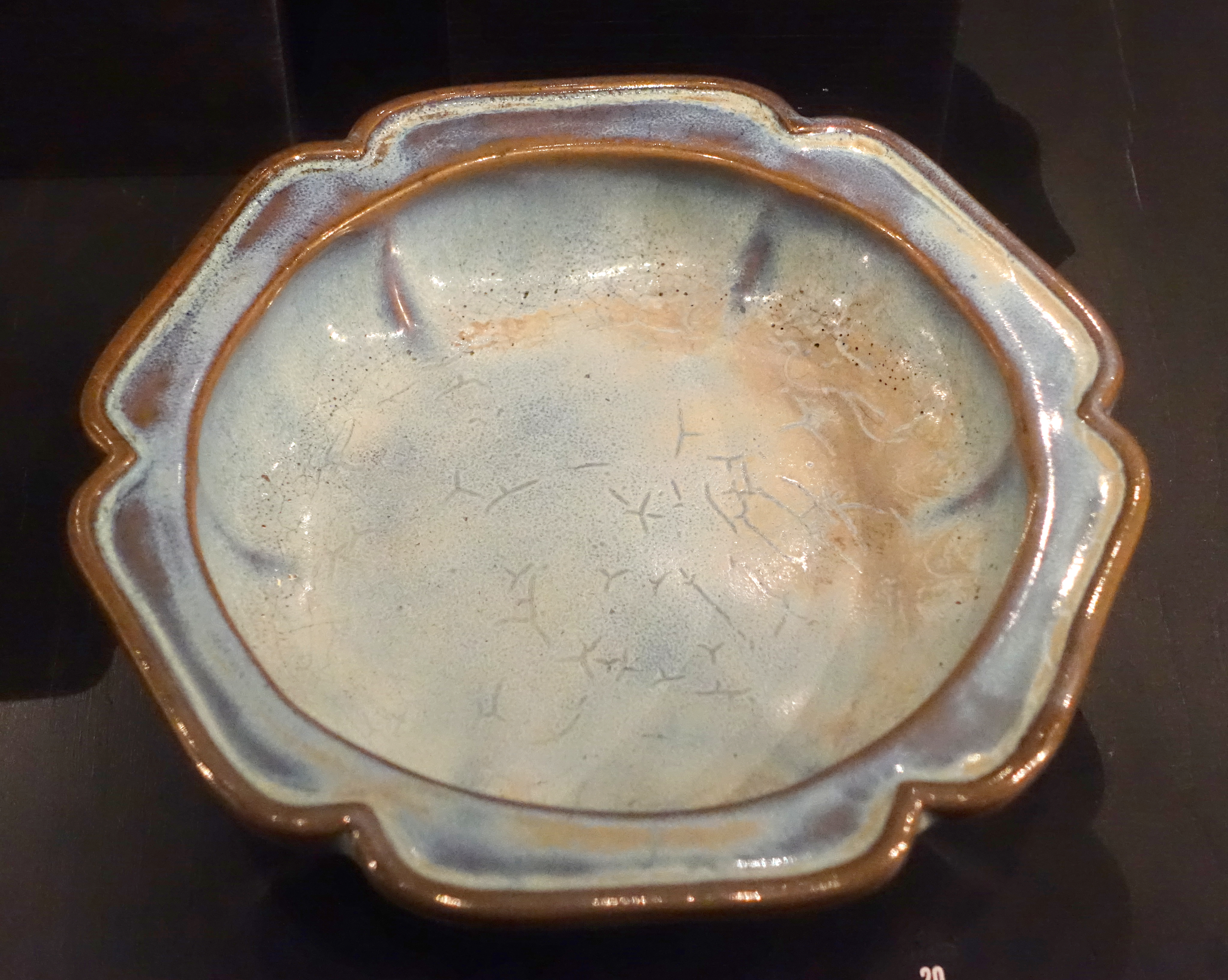
"Bát với chân như ý (如意)" (thời Tống, theo đánh giá của bảo tàng Östasiatiska).
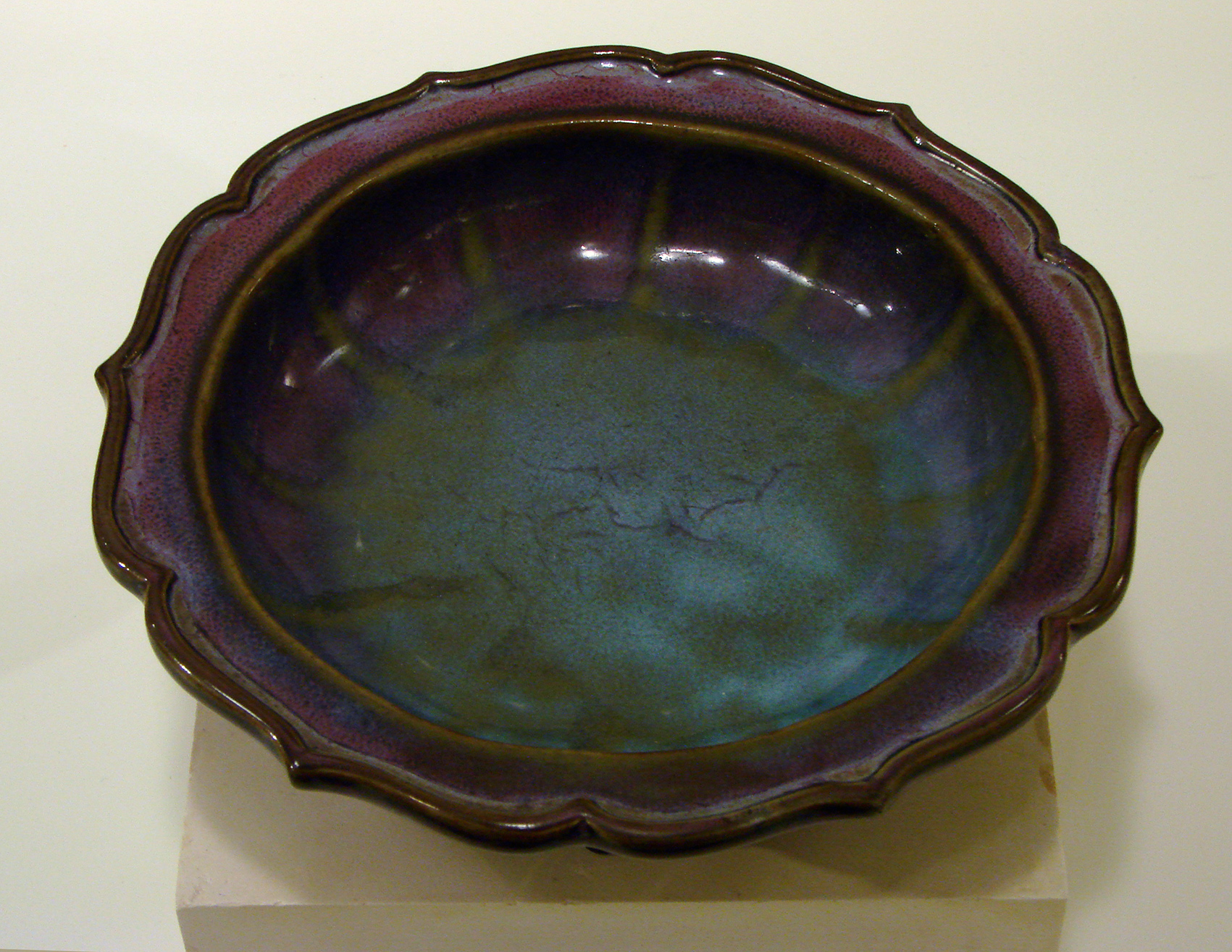
Bát với gờ hình cánh hoa, men đỏ tía (bảo tàng Guimet xác định niên đại là thế kỷ 13-14).

## Kỹ thuật tráng men và nung

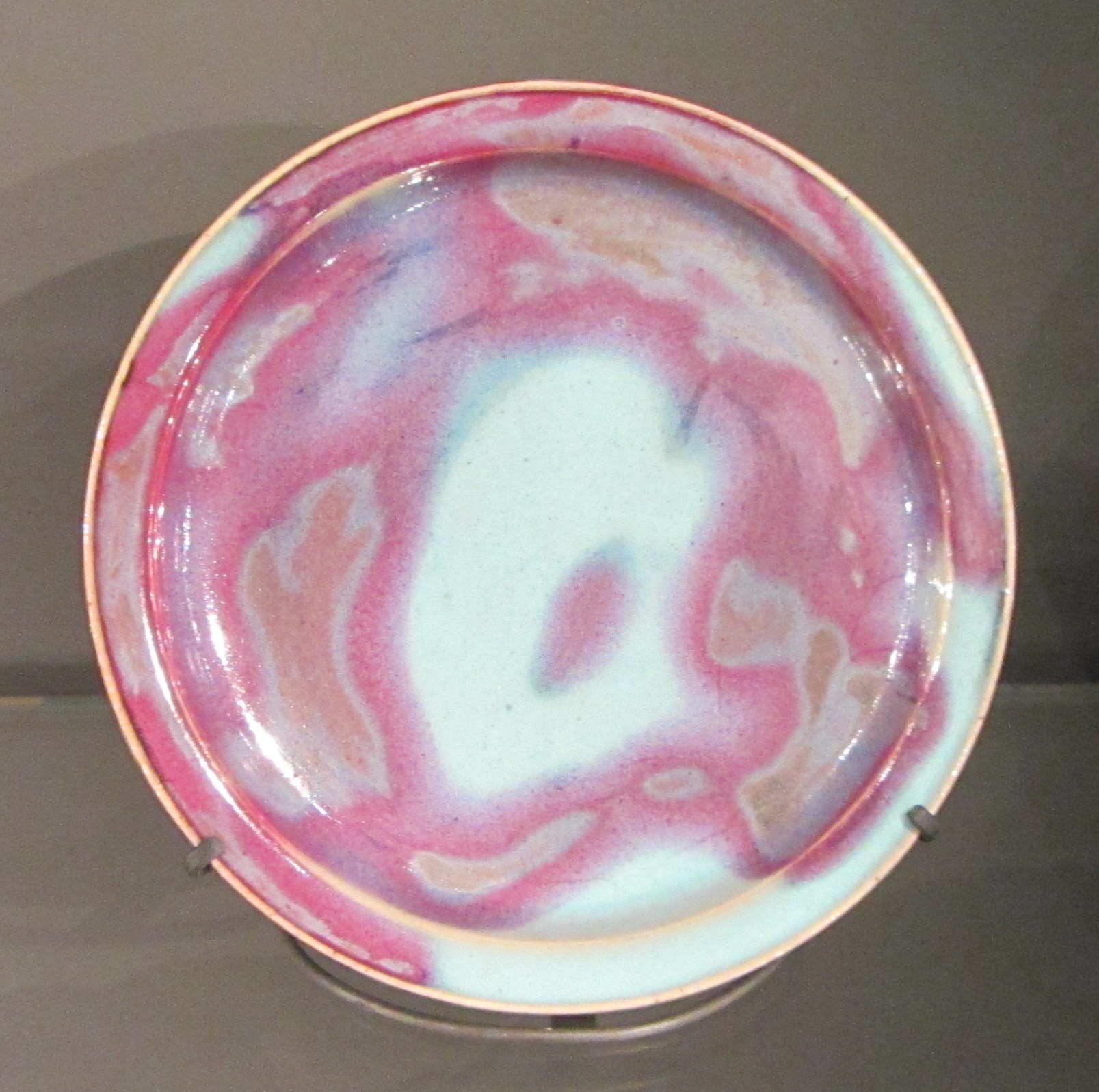
Đĩa men lam trắng sữa đục với các mảng màu hồng oải hương, nhà Kim (1115–1234). PDF 93.

Nước men của đồ gốm Quân luôn dày và mờ đục. Tuy nhiên, nó thường rất mỏng hoặc không men ở xung quanh gờ trong khi lại dày ở đế, nơi thường có một phần nhỏ không được men che phủ. Cả hai màu xanh lam nhạt và tía lần đầu tiên được nhìn thấy ở đồ gốm Trung Quốc là trong đồ gốm Quân. Các khu vực màu tía là do việc quét hoặc tô vẽ dung dịch chứa đồng (Cu) lên xương gốm sau khi tráng men và trước khi đem nung [trong môi trường hoàn nguyên]. Một số sắc thái xanh lam hoặc xanh lục đến từ oxit sắt có trong men, kết hợp với việc nung trong môi trường hoàn nguyên (khử). Ở nhiệt độ cao, men tạo ra "sự không pha trộn tự phát... thành thủy tinh giàu silica và giàu vôi", thông qua quá trình chia tách pha tạo ra bề ngoài cuối cùng có màu trắng đục: "Các hạt nhỏ chứa thủy tinh giàu vôi tán xạ ánh sáng xanh lam, tạo ra sắc thái ánh lam mạnh". Thực tế là các hạt hoặc các thể không đồng nhất và nhỏ hơn bước sóng ánh sáng nghiêng về tán xạ ánh sáng màu xanh lam được gọi là tán xạ Rayleigh. Lớp men chứa một lượng lớn các bong bóng nhỏ hình thành từ các chất khí sinh ra trong men trong quá trình nung. Các bong bóng này, mặc dù không thể nhìn thấy bằng mắt thường, nhưng lại góp phần tạo nên hiệu ứng thị giác cho các vật phẩm. Trong nhiều hiện vật, chúng để lại lớp men với cảm giác khá thô nhám khi chạm tay vào, mặc dù những hiện vật tinh xảo nhất tránh được điều này, có lẽ bằng cách nghiền rất mịn các vật liệu. Việc tráng nhiều hơn một lớp men dường như đã trở thành phổ biến.
Một số hiện vật, đặc biệt là những hiện vật với chất lượng tốt nhất, dường như đã được nung hai lần, một lần là nung mộc trước khi tráng men, với lần nung thứ hai là nung tráng men ở nhiệt độ cao hơn sau khi đã quét men. Quá trình nung với lớp men đã tráng cần đạt đến nhiệt độ khoảng 1.200 - 1.300 °C, và để nguội từ từ, vì thế toàn bộ quá trình nung có thể mất vài ngày. Các bán thành phẩm được đặt trong các sạp nung gốm riêng biệt trong lò nung. Từ các cuộc khai quật, dường như cả củi gỗ và than đá đã được sử dụng và chúng có các tác động khác nhau đến môi trường không khí bên trong lò nung là môi trường hoàn nguyên (khử) hay môi trường dưỡng hóa (oxi hóa), có lẽ với củi gỗ được sử dụng để tạo ra những vật phẩm có chất lượng tốt nhất.

## Mô phỏng và sưu tập
Đồ gốm Quân là một trong những loại đồ gốm cổ được sao chép ở miền nam Trung Quốc trong đồ gốm Cảnh Đức Trấn thời Thanh, chủ yếu là trong thế kỷ 18. Trong thế kỷ 19, có các đồ vật mô phỏng đồ gốm Quân tráng men trong đồ gốm Thạch Loan ở Phật Sơn, Quảng Đông. Các đồ vật sao chép hiện đại, sử dụng phương pháp đúc nước áo, vẫn được thực hiện ở quê hương Hà Nam của đồ gốm Quân, mặc dù "tỷ lệ hao phí cao" và kết quả kém thành công hơn so với các đồ gốm Trung Hoa sao chép hiện đại khác.
Mặc dù trong thời Tống và Nguyên thì đồ gốm Quân dường như không có địa vị cao, nhưng từ thời Minh trở đi, chúng đã có được danh tiếng rất cao trong giới sưu tập. Một bộ các bảng trong Bảo tàng Nghệ thuật Walters ở Baltimore cho thấy uy tín của đồ gốm Quân trong giới sưu tập Trung Quốc thời Thanh. Các mảnh vỡ đồ gốm Quân với các mảng màu tía được đóng khung và gắn vào bốn bảng gỗ được đặt làm theo yêu cầu trong thế kỷ 18 hoặc 19, chúng được nhìn thấy qua các khung cửa sổ có hình dạng riêng biệt.
Đồ gốm Quân chính hiệu tiếp tục có khả năng sưu tập cao và đắt tiền. Trong một cuộc đấu giá tại Christie's New York năm 2016, giá bán là 52.500 USD cho một chiếc bát nhỏ màu xanh lam, 112.500 USD cho một chiếc đĩa màu xanh lam với các mảng màu tía, và 389.000 USD cho chiếc bồn trồng hoa gốm Quân quan "số 3".